# François-André-Adrien Pluquet
Pour les articles homonymes, voir Pluquet.
François-André-Adrien Pluquet, né le 14 juin 1716 à Bayeux et mort le 18 septembre 1790 à Paris, est un philosophe et historien des idées français.
Professeur au Collège de France, incarnant l’orthodoxie éclairée dans la France du XVIIIe siècle, sollicité en vain par les Encyclopédistes, Pluquet a défendu la religion dans plusieurs ouvrages, notamment son célèbre Dictionnaire des hérésies.

## Biographie

### Jeunesse et formation
Après ses humanités au collège de sa ville natale sous la direction de son oncle maternel, l’abbé Le Guédois, Pluquet a été envoyé, à l’âge de dix-sept ans, dans une pension à Caen, où il a fait sa terminale littéraire sous de l’abbé de La Rue:9. Malgré l’opposition de sa famille à sa vocation pour l’état ecclésiastique, il entre au séminaire de Caen et obtient, après trois ans d’études de théologie, le degré de bachelier à l’université de Caen:10.
Pendant ses études de théologie commencées, en 1742, à Paris, il a procédé à l’éducation de deux jeunes seigneurs espagnols, pour ne pas être à charge de ses parents, il deviendra ensuite le précepteur du futur abbé de Choiseul:502, qui lui restera attaché toute sa vie, et lui fera obtenir une pension de 2 000 livres, lui garantissant une indépendance financière, qui lui permettra de se consacrer entièrement à ses études.
Bachelier en 1745, licencié de la Sorbonne en 1750, il est admis à la faculté des arts dans la nation de Normandie. L’entremise de l’ancien professeur de philosophie au collège de Beauvais, Gaspard Poitevin, va lui permettre de faire la rencontre du libraire Barrois, qui le mettra en relation avec ses confrères Latour, Mercier, Desaint. La fréquentation de ces éditeurs le mettra en relation avec Fontenelle. Helvétius recherchera sa compagnie et Montesquieu se l’attachera en lui donnant un prieuré qui était à sa nomination:813. Celui-ci s’intéressait en revanche à l’étude de l’Antiquité, particulièrement la philosophie ancienne, et ses années d’études dans ce domaine se sont concrétisés avec la parution, en 1757, de son Examen du fatalisme.

### L’Examen du fatalisme

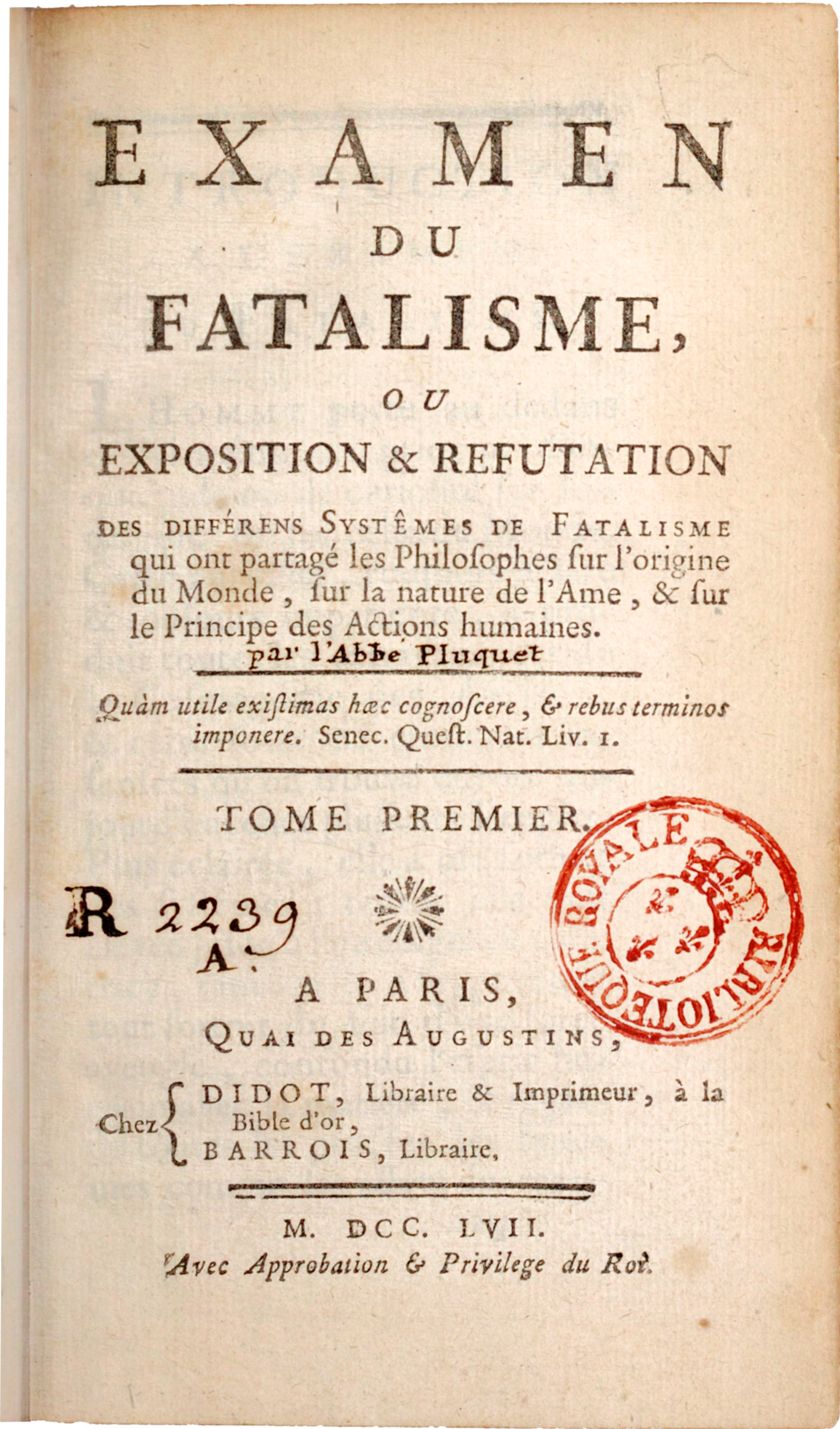
Tome premier de l’Examen du fatalisme (1757).

Cet ouvrage passe en revue tous les systèmes de pensée depuis les premiers temps de la philosophie jusqu’à l’époque contemporaine, sur l’origine du monde, la nature de l’âme, le principe des actions humaines, la cause productrice des êtres, leur origine et leur destination. Il examine l’introduction du fatalisme chez les peuples les plus anciens, dans l’Égypte, la Chaldée, les Indes et les autres pays d’Orient et en suit les progrès dans les différentes écoles de la Grèce, jusqu’à l’origine du christianisme, et depuis cette époque jusqu’à la chute du Bas-Empire:12.
Il expose les principales sectes de fatalistes qui ont existé parmi les Chrétiens d'Orient et d’Occident, la part prise par les Juifs à leurs doctrines et à leurs désaccords, leur base platonicienne, aristotélicienne, ou coranique. Il retrace l’origine et l’évolution du fatalisme en Inde, en Chine, au Japon et en Thaïlande, ainsi que la révolution amenée en Occident par la chute de l’empire de Constantin:13.
Il montre comment les systèmes de pensée d’Aristote, de Pythagore, de Platon, de Zénon, d’Anaximandre, de Diogène d'Apollonie et d’Épicure, ont donné naissance à de nouvelles écoles de fatalisme avec l’émigration des savants grecs en Italie, et comment l’introduction de la raison dans les sciences par Francis Bacon a sapé les préjugés en libérant la pensée pour lui permettre d’atteindre à la vérité grâce au doute méthodique, méthodologie bientôt reprise puis détournée par Hobbes et Spinoza pour rétablir le fatalisme sous de nouvelles formes. Les systèmes de Toland, de Collins, de La Mettrie et de quelques autres écrivains moins connus sont également exposées et combattues par l’auteur:15.
La renommée de ce premier ouvrage a attiré sur lui l’attention des Encyclopédistes, qui l’ont engagé à leur fournir des articles à l’Encyclopédie mais, moins critique envers le pouvoir qu’eux, il a refusé sa collaboration à une œuvre qui lui paraissait plus comme une vaste accumulation des erreurs anciennes et nouvelles que la synthèse des connaissances humaines. C’est à cette fin qu’il a publié, en 1762, les Mémoires pour servir à l’Histoire des égarements de l’Esprit humain, plus connu sous le nom de Dictionnaire des hérésies.

### LeDictionnaire des hérésies
À l’origine, il ne s’agissait pour Pluquet que de revoir le style et de rectifier les fautes et les erreurs un ouvrage préexistant sous le même titre, afin de permettre au libraire Barrois d’en donner une nouvelle édition. Rapidement convaincu de la nécessité de le refondre en entier, il en a composé un nouveau, dont le Discours préliminaire a été favorablement comparé au Discours sur l’Histoire universelle de Bossuet. Cet ouvrage critique à la fois d’histoire et de théologie, illustre, tant par son contenu que dans sa forme, l’orthodoxie éclairée dans la France du XVIIIe siècle, en retraçant avec impartialité, et dans un esprit de tolérance, la naissance, les progrès et les effets de chaque doctrine contraire aux dogmes officiels de l'Église, pour en réfuter sans concession les principes.
Deux ans plus tard, en 1764, son ancien élève, l’archevêque d’Albi, à qui il avait dédié ce Dictionnaire, l’a nommé grand-vicaire à Cambrai, lorsqu’il a été affecté à cette prélature:541. Pendant le temps libre que lui laissaient ses nouvelles fonctions, il a composé son Traité de la sociabilité.

### Traité de la sociabilité

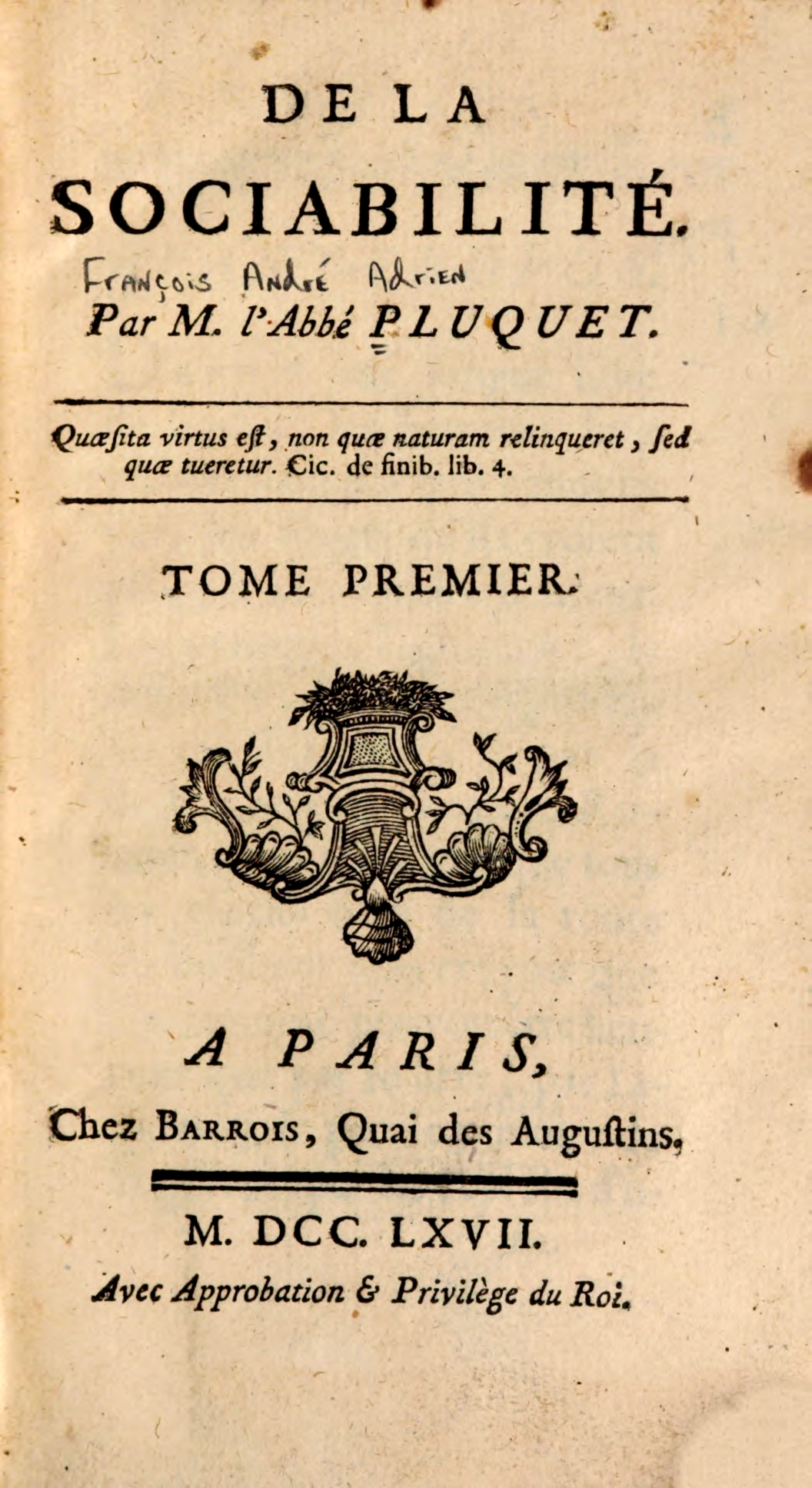
Tome premier de De la sociabilité (1767).

Ce sujet lui paraissant avoir été négligé par ses prédécesseurs, Pluquet s’en prend au luxe qu’il rend responsable des impiétés de la philosophie:255, en surstimulant les sens, assimilés à des aux vertiges et à une poursuite stérile mais persistante du bonheur physique. Il actualise la tradition du droit naturel en opposant le discours du sentiment et de la sensibilité de son siècle au matérialisme et au luxe, qui en est la composante socio-morale. Il critique la théorie du Discours sur l'origine et les fondements de l'inégalité parmi les hommes, en développant la conception de la sociabilité de Pufendorf en incarnant la sociabilité et les relations d'affinité que ressentiraient les humains les uns pour les autres.
Alors qu’il végétait depuis 1867 à Cambrai, Paris lui manquant, le chapitre de cette ville l’a sélectionné comme chargé des affaires du diocèse dans la capitale. En 1775, le gouvernement l’a nommé censeur pour la partie des belles-lettres,. En 1766, il reprendra la matière et le sujet de son traité sur la sociabilité dans la chaire de philosophie morale au Collège de France, que lui a obtenue l’abbé Garnier. Deux années plus tard, cette chaire sera fusionnée avec celle d’histoire et renommée « histoire et philosophie morale ».
En 1782, il démissionne de son poste de professeur au Collège de France, et reçoit le titre de professeur honoraire. Libre des soins de l’enseignement, il s’est livré à des travaux d’un autre genre, et publia, en 1784, sa traduction, du latin, des Livres classiques de la Chine, recueillis par le P. Noël, précédés d’Observations sur l’origine, la nature et les effets de la philosophie morale et politique de cet empire, Paris, Debure et Barrois, 1784-1786, 7 vol. in-8º. Le premier volume de cette collection contient des Observations du traducteur, qui explique l’art avec lequel les législateurs chinois ont donné une durée de près de trois mille ans au plus vaste empire en appliquant les principes de la philosophie morale à la formation de la société civile. Des Introductions et des Avant-propos, présentent les œuvres de Confucius ; de son petit-fils Zi Si ; de Mencius, disciple de Zi Si ; de Xun Zi, disciple de Confucius ; et de Tchu-hi, qui vivait vers l’an 1105.

### Traité sur le luxeetDe la superstition…

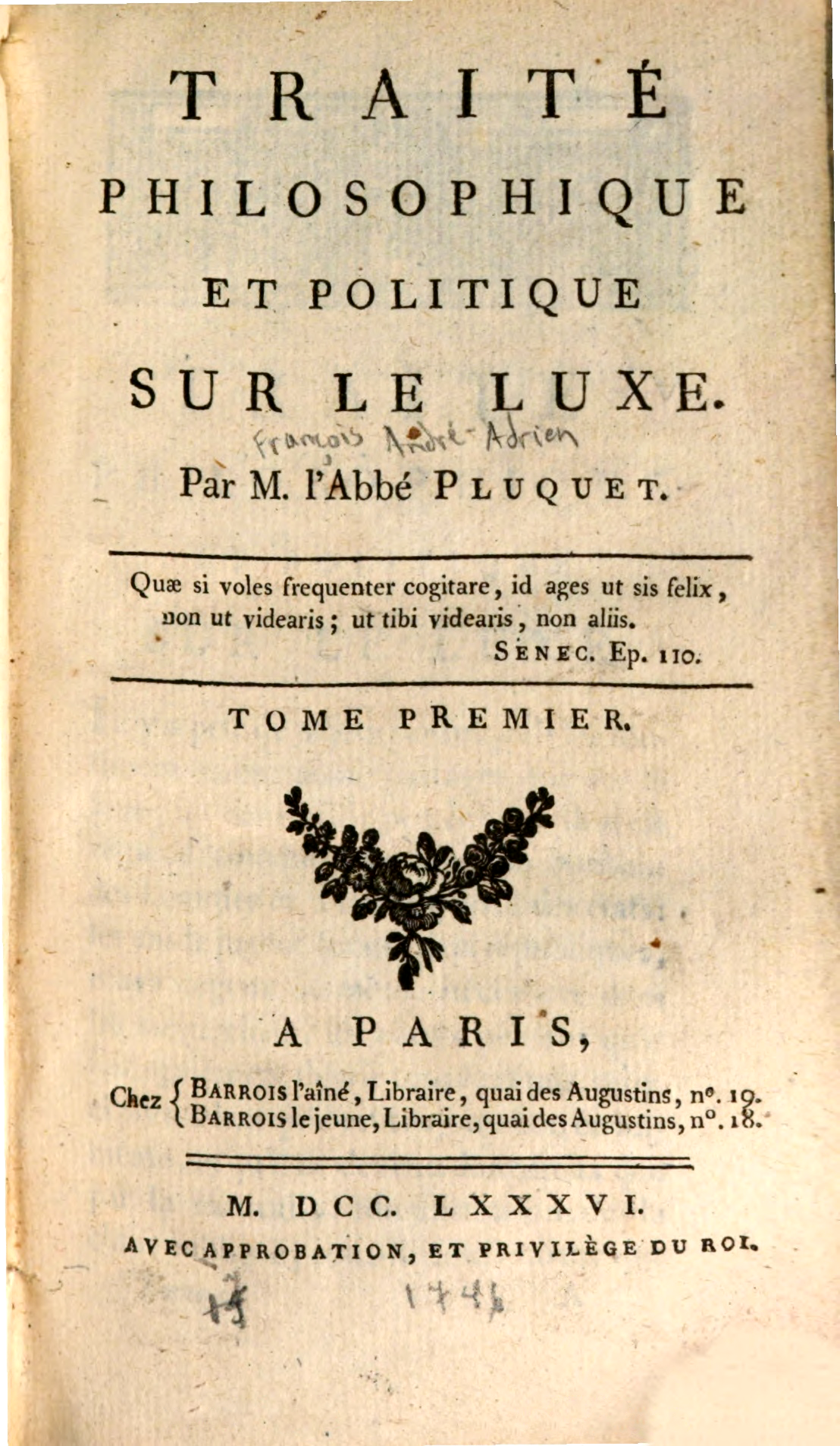
Tome premier du Traité sur le luxe (1786).

En 1786, il revient sur la question du luxe avec Traité philosophique et politique sur le luxe, et installe au cœur du débat philosophique une question qui, jusque-là n’avait été que du ressort de la morale et de la théologie.
En 1804, Dominique Ricard et son frère, ont publié son De la superstition et de l’enthousiasme, longtemps resté, pour une raison inconnue, en manuscrit, avec quelques corrections de style et une Notice sur l’auteur:814.

### Lutte pour les droits d’auteur
Outre ses travaux académiques, Pluquet a également été amené à défendre les droits d’auteur après la suppression, par un arrêt du conseil, des privilèges pour la réimpression des ouvrages, laissant désormais à tout imprimeur la liberté d’imprimer des livres que, jusqu’alors, les auteurs ou les imprimeurs à qui la propriété en avait été transmise, avaient seuls le droit d’imprimer et de vendre. Il a protesté contre cette violation flagrante du droit de propriété, dissuasive pour les écrivains, ruineuse pour les libraires, et nuisible au commerce, dans trois Lettres anonymes imprimées, à ses frais, à Londres, ne pouvant les publier en France.
D’un tempérament portant robuste, il a été, en revenant de sa promenade habituelle au jardin du Luxembourg, frappé d’une attaque d’apoplexie, dont il est mort le jour même, sur les huit heures du soir . Au moment de sa mort, il travaillait à un Traité sur l’origine de la mythologie où il réfutait fermement le système d’interprétation historique de la mythologie de l’abbé Banier.

## Publications
- Examen du fatalisme : ou Exposition & réfutation des différens systêmes de fatalisme qui ont partagé les philosophes sur l’origine du monde, sur la nature de l'âme et sur le principe des actions humaines, Paris, Didot & Barrois, 1757, xx-464, x-532, 461-[3], 3 vol. in-12 (OCLC 17401338, lire en ligne).
- Dictionnaire des hérésies, des erreurs et des schismes : ou Mémoires pour servir à l'histoire des égarements de l'esprit humain par rapport à la religion chrétienne, Paris, Barrois, 1762, 2 vol. in-8º (OCLC 14708663, lire en ligne).
- De la sociabilité, Paris, Barrois, 1767, xxi-[3]-480, [6]-352, 2 vol. in-12 (OCLC 65350036, lire en ligne).
- Lettre à un ami, sur les arrêts du conseil du 30 août 1777, concernant la librairie et imprimerie  (anonyme), Londres, 1777, 40 p., in-8º (OCLC 47749808).
- Seconde Lettre à un ami sur les affaires actuelles de la librairie  (anonyme), Londres, 1777, 31 p., in-8º (OCLC 47749887).
- Troisième Lettre à un ami sur les affaires de la librairie  (anonyme), Londres, 1777, 42 p., in-8º (OCLC 612749367).
- Traité philosophique et politique sur le luxe, Paris, Barrois, 1786, 495, 514, 2 vol. in-12 (OCLC 23632891, lire en ligne).
- De la superstition et de l’enthousiasme  (ouvrage posthume), Dominique Ricard, éd. Paris, Adrien Le Clère, 1804, lxxxiv, 479, in-12 (OCLC 505238829, lire en ligne).